# Te Kuiti
Te Kuiti est une petite localité de la région de Waikato dans l’île du Nord de la Nouvelle-Zélande. La ville se présente elle-même comme la capitale mondiale de la tonte de moutons (sheep shearing) où a lieu le championnat annuel de tonte de moutons.

## Situation
Elle est à la jonction de la route State Highways 3 (en) et de la route State Highway 30 (en) et sur le trajet de la voie ferrée de la ligne principale de l'Île du Nord (en), à 80 km au sud de la ville de Hamilton et 19 km au sud-est du district de Waitomo. La zone autour de Te Kuiti, communément connue sous le nom de King Country (en), a donné son nom à l’équipe de rugby du National Provincial Championship basée à Te Kuiti.

## Population
Au recensement en Nouvelle-Zélande (en) de 2001, la ville avait 4 374 habitants, en diminution de 5,1 % par rapport au recensement de 1991.

## Toponymie
Te Kuiti est le nom maori donné à cette zone. Sa forme originale est Te Kuititanga, ce qui veut dire littéralement « la vallée », « le resserrement » ou « le rétrécissement ».

## Géographie
Les dépôts calcaires et l’eau ont créé les grottes de Waitomo, au nord-ouest de la ville, un des lieux les plus visités de Nouvelle-Zélande. La ville elle-même est située dans une vallée avec de nombreux dépôts calcaires riches en fossiles. Le torrent Manga-o-Kewa court à travers toute la vallée et est un affluent de la rivière Waipa.
Te Kūiti's hinterland consiste principalement en terrains agricoles et en carrières de calcaires. Les terres entourant Te Kūiti ont un relief formé de collines raides, qui reflètent la nature du nord de la région du King Country (en).

## Climat
Le climat de Te Kūiti est humide durant l’hiver et sec durant la fin de l’été avec néanmoins des précipitations atteignant 1 450 mm de pluie par an,.

## Tourisme

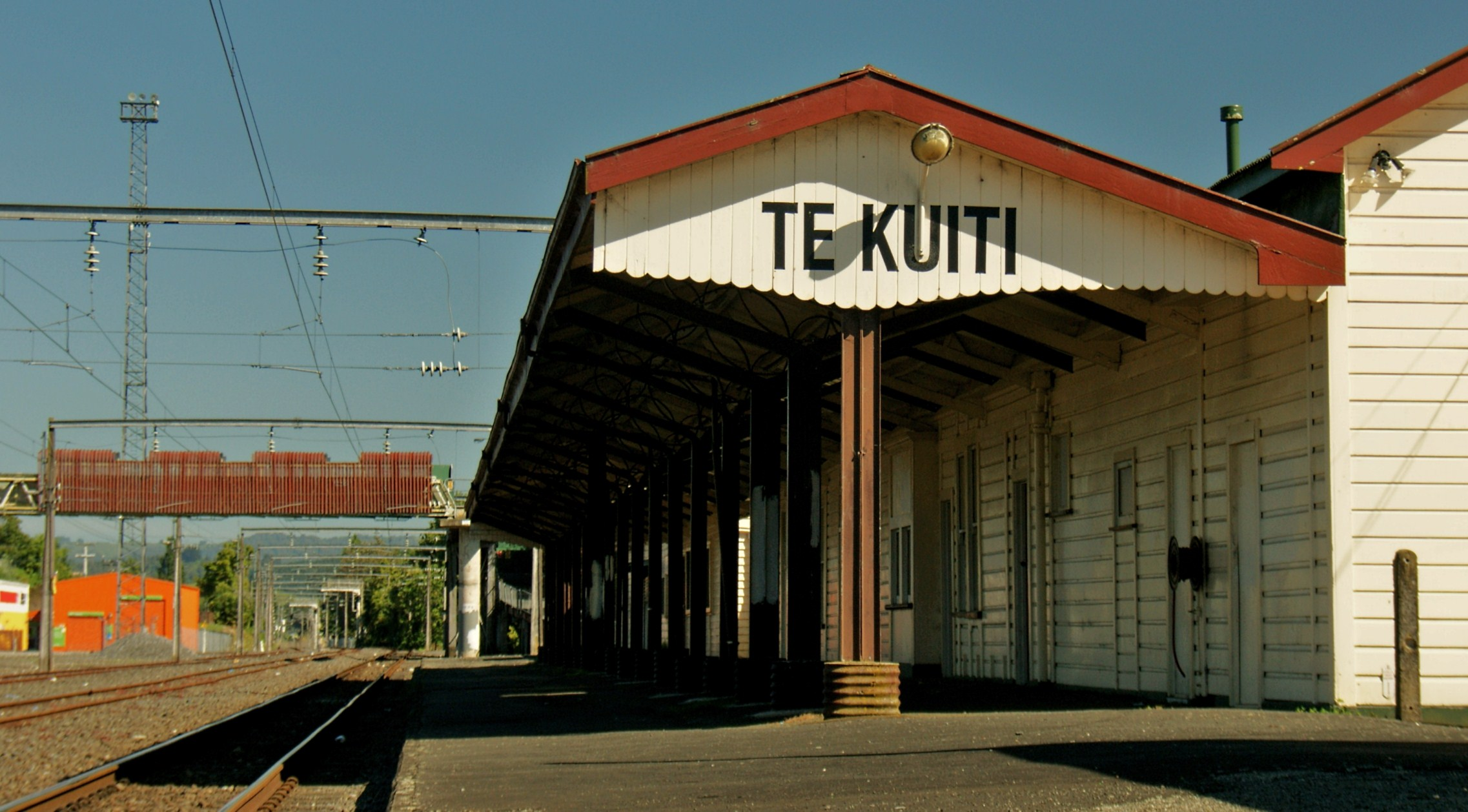
La station ferroviaire de Te Kuiti

Le Shearing Capital of the World contient la plus vieille machine à tondre du monde, haute de 7 mètres. Le 1er avril 2006, la plus grande exposition de moutons du monde s'y est tenue avec plus de 2 000 moutons.

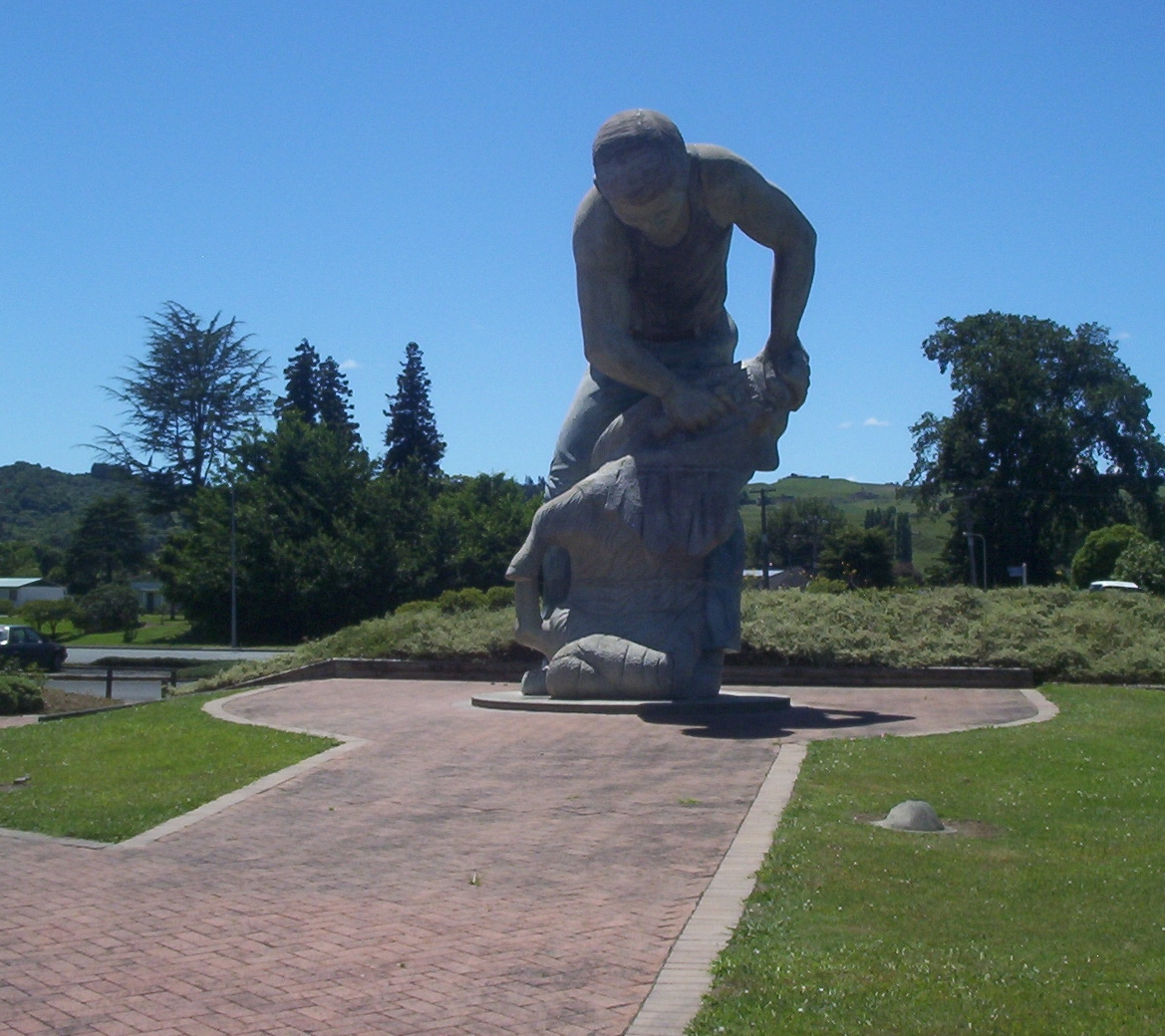
Statue célébrant l’industrie de la tonte des moutons à Te Kuiti

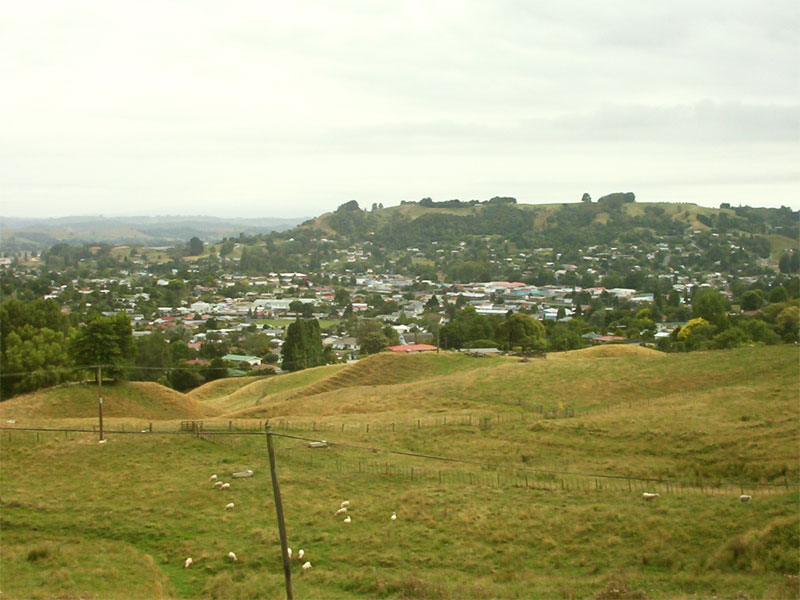
Te Kuiti vue du sud-ouest de la SH3 grimpant en dehors de la ville.

La maison de rencontre sculptée, nommée Te Tokanganui-A-Noho fut un don à la population maorie locale (Ngati Maniapoto) pour la mémoire de Te Kooti, le plus fameux chef des rebelles maori du XIXe siècle. Il reçut un sanctuaire de la part des chefs Maori de Maniapoto pour avoir résisté contre le Gouvernement colonial de la Nouvelle-Zélande et sous la protection des Maniapoto a sculpté une des plus fameuses et importantes maisons de centre spirituel de la fin du XIXe siècle de l’île du Nord. Cette maison est le centre de la fondation de kuiti, aussi mentionnée comme l’épicentre de la Rohe Pōtae du King Country marquant en 1881 la dernière frontière ouverte aux colons de l’époque des installations coloniales.

## Divertissements
Le ‘Tatsuno Japanese Garden’ est situé à l’extrémité sud de la rue principale.
La réserve de Mangokewa localisée à 5 km au sud de la ville de Te Kuiti est une attraction réputée pour les grimpeurs, alpinistes, randonneurs, pique-niqueurs, nageurs et pêcheurs à la truite de la région.
Un Projet de Revitalisation, mis en place par l’Heritage New Zealand concernent les bâtiments de la gare de Te Kuiti (en). Il fut commencé en 2014 pour fournir un lieu pour les groupes d’arts et d’artisanat, un centre d’éducation, des projets pour la jeunesse, des lieux de rencontres et de présentations historiques. Le Rail Heritage Trust décrit la station comme, « le plus bel exemple restant du style de George Troup (en) ».

## Sport
Te Kuiti Albion FC joue dans le tournoi de Deacon Shield. Ils jouent leurs matchs à domicile au niveau du Parc du Centenaire où il y a une petite maison pour le club. Les couleurs du club sont jaunes et noirs en bandes sur le maillot et un short noir.
Te Kuiti est aussi le siège du club de Waitete Rugby Football Club.

## Personnalités Notables
- Ross Beever (en), généticien et mycologue.
- Jim Bolger, ancien Premier ministre de Nouvelle-Zélande obtenant les suffrages de l’électorat local du King Country[13].
- Kevin Boroevich (en), joueur des All Black[14].
- Walter Broadfoot (en) (1881–1965), ministre du cabinet pour le Parti national, fut le premier député-maire et ensuite maire de la ville de Te Kuiti de 1923 à 1935[15].
- David Fagan (en), champion du monde de tonte de moutons[16].
- Tony Martin (en), comédien, vivant en Australie et auteur, né ici[17].
- Sir Colin Meads, grand joueur des All Black nommé le Te Kuiti home. Les actions de sa ferme ont attiré l’attention dans tout le pays[18]
- Stanley Meads (en) grand joueur des All Black jouait au poste No 8. Frère de Sir Colin.
- Les Munro (en), le dernier pilote survivant de l'opération Chastise, fut maire pendant quelques années et a une rue à son nom dans la ville[19]
- Ruth Park, auteur, a grandi ici.
- Kevin Proctor, joueur du Melbourne Storm Rugby League
- Rob Waddell, médaillé d’or olympique en aviron y est né. Il est aussi connu pour avoir été le plus rapide sur 2 km sur aviron d'intérieur (en) de son temps lors du CRASH-B Sprints (en) qui se tient tous les ans dans la ville de Boston.
- Diggeress Te Kanawa (en), un tohunga raranga (maître tisserand) de Ngati Maniapoto et descendant de Ngati Kinohaku.